# 李丽娜
李丽娜（1963年4月—），女，瑶族，广东连南人，现任中国民间文艺家协会副主席，广东省民间文艺家协会主席。